# 18783 Sychamberlin
18783 Sychamberlin è un asteroide della fascia principale. Scoperto nel 1999, presenta un'orbita caratterizzata da un semiasse maggiore pari a 2,5927659 UA e da un'eccentricità di 0,1696281, inclinata di 0,96459° rispetto all'eclittica.